# Uf (adelssläkt)
Uf, Uff var en dansk uradelssläkt, som är känd 1299 genom riddaren Johannes Uf från Jylland och senare på Bornholm genom Joens Uf som var fogde i Hammershus slottslän och kommenderade Hammershus borg åren 1377-1389.
Vapen
Sköld: en röd sparre (chevron) på en silversköld.

## Historia
Under medeltiden påträffas den första släktmedlemmen riddaren Johannes dictus Uff (Johannes Wff kallad Uf) nämnd ien urkund daterad 1299, vari han lovade ärkebiskop Jens Grand fritt inträde till Köpenhamn. Och att han var fader till Nicholaus Wf (Niels Uf) gift med Cecilie Laugesdatter Litle (ca 1288–1349), som efterlämnat Ufs äldst kända vapensköld. Niels Uf nämns 1302 med "sin far". Deras son Lage (Lauge, Lawe) Nielsen Uf (ca 1311–1350) gifte sig med Marine (Marie, Maren) Jensdatter Bild (Lille) (ca 1323–1370) från Elkjær, i närheten av Århus på Jylland.
Joens Uf var befälhavare för Hammershus borg och i dokument från den tiden känd som Johannes Uf i ärkebiskop Niels Joensens testamente från 1379. Johannes Uf (Wf) påträffas 1387 som vittne för Peder Munk och Jens Uff 1389, samt 1407 möjligen under namnet Johane Lawesson. Till ett pergament utfärdat 1379 i Hammershus samma år som ärkebiskopen begravdes, finns den äldsta versionen av Uf-familjens vapensköld med en sparre (chevron).
Peder Hansen föddes 1536 och dog 1596 enligt ett epitaf som en gång hängde i St Petersburg och senare i Klemens kyrka. Hans farfar var domaren Oluf Ottesen (Uf) och hans farmor var troligen en syster till chefsjuristen Jens Hansen (Myre). Hans fru Mette Hansdatter var en systerdotter Laurids Pedersen systerdotter och hans fars brorson var chefsdomaren Mogens Uf.
Ättens sista medlem Hans Olufsen (Uf) av Simblegård omnämndes 1601 i ett epitaf av dottern Margrethe Pedersdatter och hennes maka Jørgen Gagge.
Sätesgårdar inom ätten
- Skovsholmsgodset i Ibsker socken. Med underliggande Tygegaard, 1, Nørregaard och Kaasegaard. Mogens Uf var den förste ägaren av Skovsholm. Margrethe Uf (g.m. Christen Clausen Køller) ärvede Skovholmsgodset och Nørregaard efter sin broder Peder Uf.
- Svaneke gods i Svaneke socken på nordöstra Bornholm var landsdomaren Peder Hansen (Uf) sätesgård.
- Gyldensgård i Svaneke socken blev sätesgård för Hans Olufsen (Uf).
- Store Kraschavegård i Klemensker socken innehades av landsdomaren Mogens Uf tills 1584 då dottern Margrethe Uf ärvde gården.
- Simlegård i Klemensker socken innehades av Mogens Uf och hans ättlingar.
- Store Frigård ("Rogsholmsgaard” – ”Roxholmsgaard") i Östermarie socken. Oluf Ottesen Uf, som bodde på Simlegaard i Klemensker, var landsdomare åren 1510 til 1522. Mogens Uf innehade gården till sin död 1565.

## Medlemmar ur släkten
- Johannes Uf (Johannes dictus Wff) känd 1299-1302.
- Joens Uf (Johannes Uf) förlänad Hammershus slottslän åren 1377-1389.[4]
- Hans Olufsen Uf till Blykobbegård. Var kansliskrivare för konungen åren 1592-1599.